# ユク・ソンジェ

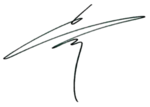
サイン

ユク・ソンジェ（朝: 육성재、漢字：陸星材、1995年5月2日 - ）は、I Will Media所属の韓国の男性歌手、俳優。アイドルグループBTOBのボーカルであり、またBTOB内で結成されたBTOB-BLUEのメンバー。数多くの作品に出演している。

## 人物
- 1995年5月2日、京畿道龍仁市水枝区に生まれる[6]。本貫は沃川陸氏[7]。
- 身長は180cm、体重は70kg、血液型はA型。靴のサイズは280mm（28cm）。
- MBTIはENTP。一時ESTPになったが結果はENTPであることを明らかにした。
- 趣味は釣り、ゴルフ、スノーボード。
- ヨーグルトが好き。
- 半導体会社のCEOである父を持つ[8]。また1992年生まれの姉がいる[9]。祖母は釣り場を経営[10]。
- 座右の銘は「かっこよく生きてかっこよく死ぬ」。
- コイキングのモノマネができる。
- イギリスとフィリピンに短期留学経験がある。
- 高校は韓林演芸芸術高等学校の実用舞踊科に通い[11]、2014年に卒業した。その後は東新大学実用音楽科に進学したが、在学中に大学全体で生じた学位認定問題により認定済であった単位が取り消された[12]。また、その問題が男性アイドルとしては早い25歳での入隊に繋がった。
- 歌手を目指すきっかけとなった人物はキム・ドンリュルである[13]。
- サミという名前の猫を飼っている。
- 俳優、歌手であるソ・イングクに似てると言われている。
- 自分が大好き。
- 同じ1995年生まれ（クオズ）のRICKY（TEENTOP）、ミヌ（元BOYFRIEND）、クァンミン（元BOYFRIEND）、ヨンミン（元BOYFRIEND）、ペク・ギョンドと仲が良くリアリティ番組も行った。
- BTS（防弾少年団）のクオズとも親交があり、Vとの出会いは「トイレ」とファンたちの間で有名である。

## 来歴

### デビュー前
現在の事務所、CUBEエンターテインメントに所属する前にJYP第6回オーディションに参加していた。しかし髪型がダメだと落とされてしまう。
2010年8月10日、「2010キューブスターズパーティー」に参加。2011年3月6日、BTOBメンバーのウングァン、ヒョンシク、イルフンと「2011 CUBE Stars Party」にも参加。またデビュー前でありながら、SBS MTV「The Show：All New K-POP」のMCをミンヒョクと共に担当した。

### デビュー後

#### 2012年 - 2014年：BTOBとしてデビュー
2012年3月21日、CUBEエンターテイメントからBTOBの最年少メンバー、サブボーカルとしてデビュー。
2013年、テレビドラマ『モンスター〜私だけのラブスター〜』で俳優デビュー。BTOBメンバーのミンヒョク、さらに脇役の一環としてチャンソプとヒョンシクも出演。テレビドラマ『MAN IN BLACK』のメンバーであるアーノルドを務め、2、6、9、12話の計4話に出演した。また、BTOBのミンヒョク、チャンソプ、ヒョンシク、BEASTのヨン・ジュンヒョンとともに、OSTパート1「Days Gone By」、OSTパート2「AfterTime Passes」、OSTパート7「FirstLove」を担当した。同年、テレビドラマ『相続者たち』第4話に本人役としてカメオ出演。

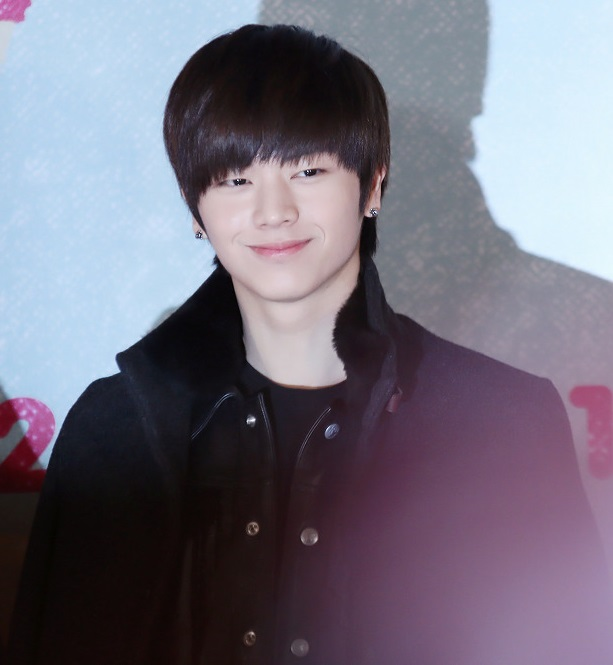
2014年1月20日のユク・ソンジェ

2014年、テレビドラマ『応答せよ1994』にナジュンの弟であるスクスクとして出演。同年、初主演ドラマ『ナイン・ジンクス・ボーイズ〜九厄少年〜』で19歳の柔道選手を演じ、練習生時代からグループ同士で親交の深いApinkのパク・チョロンと共演した。日本では、2014年11月に「WOW(JPNver)」でCDデビュー。

#### 2015年 - 2017年：演技と人気の高まり

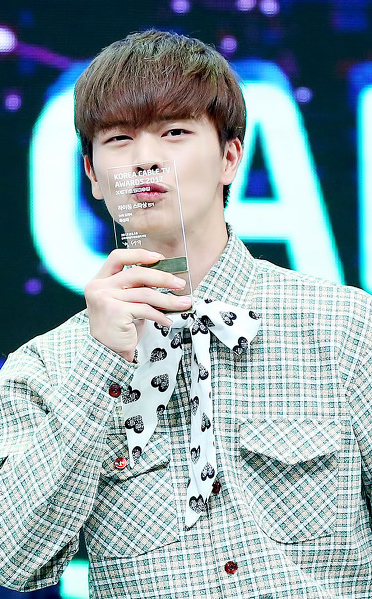
2017年 ケーブルテレビアワード

2015年、キム・ソヒョンとナム・ジュヒョクとともに、2016年版学校シリーズ『恋するジェネレーション』に出演した。また、パク・ヘスとOST「Love Song」をリリース。その後、SBSのホラーミステリードラマ『アチアラの秘密』でムン・グニョンと共演。同作における演技で「ニュースター賞」を受賞した。また、『恋するジェネレーション』では『KBS演技大賞』でキム・ソヒョンとともに「ベストカップル賞」を受賞した。また同年、音楽番組『SBS人気歌謡』でジャクソン（GOT7）と女優のキム・ユジョンとともに司会を務めた。さらに同年、リアリティ番組『私たち結婚しました』の第4シーズンで、ジョイ（Red Velvet）と仮想夫婦となり、ピューカップルとして親しまれた。「어린애(愛)」というタイトルのデュエット曲もリリース。同曲はBTOBのヒョンシクがプロデュースに参加し、自身も作詞等に参加した。『2015 MBCエンターテインメントアワード』で「ベスト男性ルーキー（バラエティ）賞」を獲得すると共に、ジョイと並んで「ベストカップル賞」を受賞した。 同番組は2016年5月7日に降板した。それらの人気により、モバイルアプリケーション「Cash Slide」、アウトドアブランド「Black Yak」、アクセサリー「Hazzy」、オンラインストア「G-Market」の4つのブランドと契約を交わした。
2016年9月にはBTOBのボーカルラインで結成されたユニットグループ「BTOB-BLUE」としても活動した。また世宗学堂の広報大使に任命。同年から翌年にかけて放送され高視聴率を獲得し話題となった、TvNで放送されたドラマ『トッケビ〜君がくれた愛しい日々〜』に主人公の甥役として出演。この作品により『2017 ケーブル放送大賞』で「ライジングスター賞」を受賞し『2017 KOREA DRAMA AWADS』では「新人賞」と「今年のスター賞」を受賞し、演技ドルとしての肩書きができた。また、インドネシアのスマトラ島で撮影されたリアリティドキュメンタリー番組『ジャングルの法則』にも参加した。
2017年8月に自作曲「Paradise」も収録されているソロシングル、「Piece of BTOB Vol.6」をリリース。同年12月、SBSの新バラエティ番組『イ・スンギのチプサブイルチェ〜師匠に弟子入り〜』にレギュラーメンバーとして出演開始。12月29日、所属事務所であるCUBEエンターテインメントから背中の怪我を負い病院で治療を受けていることが公表される。『2017 BtoB Time-Our Concert』のコンサート中に腰椎椎間板ヘルニアの症状が悪化したと報告されている。 翌年1月5日、『イ・スンギのチプサブイルチェ〜師匠に弟子入り〜』の記者会見に出席。ヘルニアの怪我から回復し公の場に現れたのはこれが初めてだった。2週間の休息の後、徐々に活動を再開した。

#### 2018年 - 2020年：兵役前のソロ活動

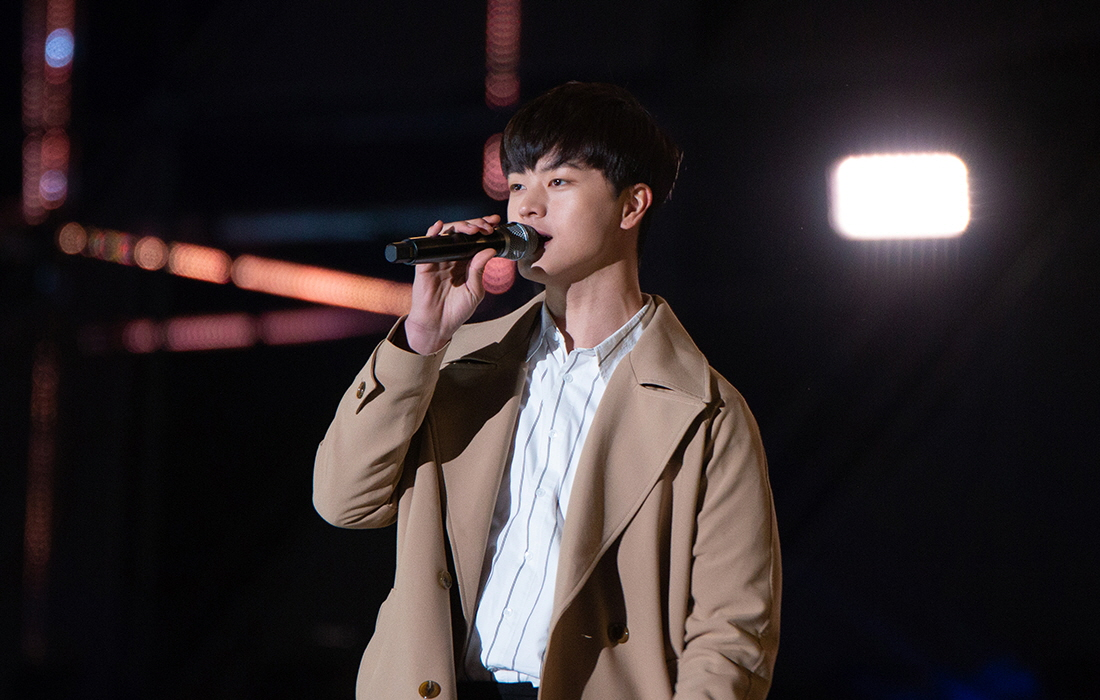
2018年4月7日

2018年に初の個人ファンミーティングが2月11日に台湾、5月19日に香港、7月13日にフィリピンで開催された。
2019年12月9日にファン・ジョンウムとともに『サンガプ屋台』に出演することが決定したと発表される。本作はJTBCの初の水木ドラマで放送されることとなった。2019年12月19日、ソロ音楽活動プロジェクト「3x2=6」を発表。2019年12月から3か月間、月々2曲をさまざまなオンライン音楽サイトでリリースするというものであり、3つのテーマで構成されていた。プロジェクトは2019年12月26日に始まり、最初のシングル「Yook」(뭍(陸))と「FromWinter」(겨울속에서)が3x2=6 Part1としてリリース。「Yook」には作詞作曲で参加した。プロジェクトは2020年2月6日のPart3発売を以て終了し、イルフンとの最初のコラボレーション曲「HMHN」と、「2018 BtoB Time-This IsUsコンサート」でプニエルと披露した「Hypnotized」をリリースした。
2020年3月3日、「3x2=6」で発表した6曲とタイトル曲「Come With The Wind」を収録したファーストソロアルバム「Yook O'Clock」を発売。また同月、2017年よりレギュラー出演していたSBS「イ・スンギのチプサブイルチェ〜師匠に弟子入り〜」を降板。

### 兵役
2020年、自身の誕生日の翌日である5月3日にInstagramで入隊を発表。5月11日に忠清南道論山市にある陸軍訓練所に入所し、基礎訓練修了後は国防部の軍楽隊に配置された。同隊には先任としてチャンソプ（BTOB）とキー（SHINee）が服務していた。入隊後の5月、主演を演じたウェブトゥーンを基にしたJTBCドラマ『サンガプ屋台』が放送開始。2020年8月15日軍人として第75回光復節慶祝式に出席した。また兵務庁のTwitter『誇らしい軍』チャレンジに国防部勤務支援団に誠実に服務しているソンジェ一等兵が参加していることを発表した。国防部の公式YouTubeにて映像が配信された。10月19日にはInstagramに休暇中の様子を投稿した。
2021年3月12日に陸軍人事司令部TVの公式YouTubeにて、同じ事務所に所属するジンホ（PENTAGON）とともにインタビューを受け、インタビュー後に白髭クジラを熱唱する動画が公開された。5月7日には、RICKY（TEENTOP）とのデュエット映像が韓国の国立ソウル顕忠院「2021年春の非対面定期音楽会」で公開された。6月6日に「第66回顕忠日追悼式」で国防広報院アナウンサーのチョン・ドンミ少佐とともに司会を務めた。7月に部隊の兵長になった。また同月27日に朝鮮戦争の休戦協定から68周年を迎えたことを記念するため陸軍人事司令部TVの公式Youtubeに『We Go Together(我々は共に行く)』という楽曲のミュージックビデオが公開された。韓国軍と米軍の軍楽隊が、コラボレーションして制作された9月10日には「国立ソウル顕忠院9月定期音楽会ドドゥン登場」というタイトルで定期音楽会の日程を告知した。17日にテミン（SHINee）、RICHY（TEENTOP）などと歌唱している姿が公開された。9月26日に休暇に入り、除隊日である11月14日まで復帰することなく除隊する。
2021年11月14日に未復帰除隊した。また当日、同じ日に入隊したメンバーのヒョンシクとともに生配信でMelody（BTOBのファンネーム）と交流した。

### 除隊後

#### 2021年 - 2023年
2021年11月15日に2019年から専属モデルを務めるブランド「SOMEBYMI」と4年連続で再契約を締結した。また同年11月30日にNEVERウェブ漫画『金のさじ』をドラマ化しソンジェが主演を務める確定した。
2022年3月10日にメンバーのチャンソプとプニエルとともに新型コロナウイルスに感染しこの期間の日程が全て中止された。4月20日には一般人との熱愛報道が報じられこれに所属事務所は事実ではなく一般人Aさんとはただの知人と発表した。MBCで放送されDisney＋で配信された『ゴールデンスプーン』（金のさじ）で年末12月30日に行われた『2022 MBC演技大賞』で「ミニシリーズ部門最優秀演技賞」を受賞した。
2023年1月18日には所属事務所であるCUBEエンターテインメントが新しいプロフィール写真を公開しファンを魅了した。6月18日にはさいたまスーパーアリーナで開催された「2023 DREAM CONCERT in JAPAN」で矢吹奈子とKINGDOMのフォンと共にMCを務めた。韓国の人気ヘアオイルブランド「Celluver」のイメージモデルに起用された。
同年12月22日デビューから所属していたCUBEエンターテインメントとの契約を終了し、IWill Mediaと専属契約を締結した。BTOBのメンバーとは事務所が離れたがそれぞれグループ活動を継続すると発表している。

#### 2024年 - 現在
2024年1月16日に所属事務所であるIWill Mediaより新たなコンセプトプロフィール写真が公開された。3月6日には公式YouTubeチャンネル「YOOK CAN DO IT」を開設。5月9日に事務所移籍後初の1stソロシングル「EXHIBITION : Look Closely」を発売し、カムバックした。同月10日、17日にユ・ジェソク、イ・ジョク、イ・ヨンジン、ホシ（SEVENTEEN）、KARINA（aespa）と共にKBS 2TVのパイロットバラエティ番組「シンクロユー」でMCを務めた。6月1日からはアジア4都市で「2024 YOOK SUNG JAE 個人展：Look Closely （1995作）」ファンミーティングを開催した。10月29日よりNetflixで配信されている新概念ゾンビバラエティ「ゾンビバース：ニュー・ブラッド」に新メンバーとして出演した。
2025年1月15日に日本公式ファンクラブを開設した。同年4月18日から始まるSBSドラマ『鬼宮』に主演として出演。

## ニックネーム
| ニックネーム       | 備考 |
| ------------------ | --- |
| ユクチャルト       | 「ユク・ソンジェ、イケメンなのにぶっ飛んでるやつ」のそれぞれの単語の頭文字を取ったもの。本人も気に入っている。              |
| デデ               | ユクソンジェ→ジェジェ→デデに変形されたもの。イ・スンギのチプサブイルチェ〜師匠に弟子入り〜でDJの愛称としても使った。        |
| ユク・テゴン       | 釣りが趣味なので釣りで象徴される人物カン・テゴンを元につくられた。                                                          |
| シックスキャッシュ | イ・スンギのチプサブイルチェ〜師匠に弟子入り〜で英語の名前を作る際、ユクソンジェを直訳し名付けた。                          |
| ユク・テグァン     | KBS2ドラマ『恋するジェネレーション』でコン・テグァンを演じその時の役名と自分の名字を合わせたもの。                          |
| 6                  | ユクは韓国語で6という意味であることから、日本で挨拶するときもたまに「ロク（ユク）ソンジェです！」と自己紹介することがある。 |
| ユクモン           | アイドル陸上大会に出演した際、コスプレしていた自分をそう呼んでいた。                                                        |

## 作品

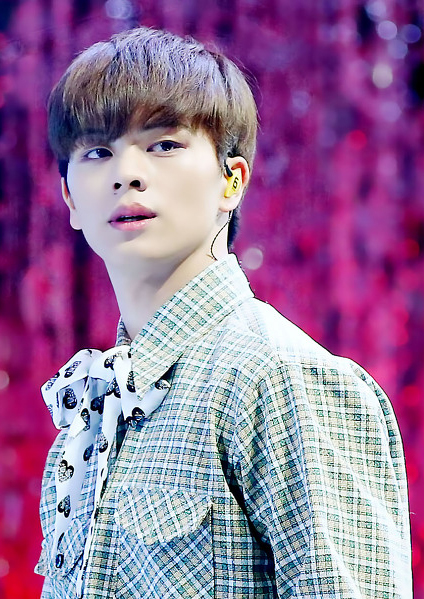
2017年 ケーブルテレビドラマアワード

### アルバム
| No. | タイトル                          | 収録曲 |
| --- | --------------------------------- | --- |
| 1st | 「YOOK O'clock」 （2020年3月2日） | - 1. 그날의 바람（あの日の風、Come With The Wind） - 2. 할많하않（HMHN）（With イルフン） - 3. Hypnotized （With プニエル） - 4. W.A.U - 5. CHICKEN - 6. 뭍 (陸、Yook) - 7. 겨울 속에서（From Winter） |

### シングル
| No. | タイトル                                      | 収録曲                                  |
| --- | --------------------------------------------- | --------------------------------------- |
| 1st | 「EXHIBITION: Look Closely」 （2024年5月9日） | 1.Be Somebody 2.Without You 3.The Ghost |

### デジタルシングル
| タイトル                                   | 収録曲                                                              |
| ------------------------------------------ | ------------------------------------------------------------------- |
| 「Piece of BTOB Vol.6 」 （2017年8月30日） | - 1. 말해（Tell me） - 2. Paradise                                  |
| 「3×2=6 Part1」 （2019年12月26日）         | - 1. 뭍 (Yook, 陸) - 2. 겨울 속에서（From Winter）                  |
| 「3×2=6 Part2」 （2020年1月16日）          | - 1. W.A.U - 2. CHICKEN                                             |
| 「3×2=6 Part3」 （2020年2月6日）           | - 1. 할많하않(HMHN) (With イルフン) - 2. Hypnotized (With プニエル) |

### コラボレーション
| タイトル                                                 | 収録曲                 | 参加                       | 参考   |
| -------------------------------------------------------- | ---------------------- | -------------------------- | ------ |
| 「'A CUBE' FOR SEASON # BLUE Season 2」 （2015年6月2日） | Photograph(사진)       | with キム・ナムジュ(Apink) | [ 74 ] |
| 「어린애(愛)」 （2016年4月16日）                         | 어린애(愛)             | with ジョイ(Red Velvet)    | [ 75 ] |
| 「황문섭／HWANG MOON SEOP」 （2016年4月22日）            | 사차선도로 (4車線道路) | Louie                      | [ 76 ] |
| 「Playing with fire」 （2016年12月26日）                 | Playing with fire      | with NC.A                  | [ 77 ] |
| 「Your BGM Vol.2」 （2018年9月6日）                      | Confession             | prod. パク・クンテ         |        |
| 「RETRO」 （2018年12月5日）                              | Stay With Me           | with JUNGKEY               |        |

### OST
| アルバム名                                                                   | 曲名                                           | 参加                                          | 参考   |
| ---------------------------------------------------------------------------- | ---------------------------------------------- | --------------------------------------------- | ------ |
| Mnet 《モンスター〜私だけのラブスター〜》O.S.T Part.2 （2013年5月24日）      | 時間が経った後に                               | with ウングァン、チャンソプ、ヒョンシク(BTOB) |        |
| Mnet 《モンスター〜私だけのラブスター〜》O.S.T Part.7 （2013年7月13日）      | 初恋                                           | with ミンヒョク、チャンソプ(BTOB)             |        |
| tvN 《ナイン・ジンクス・ボーイズ〜九厄少年〜》O.S.T Part.4 （2014年9月25日） | 궁금해(気になる)                               | with オ・スンヒ                               |        |
| KBS 《恋するジェネレーション》O.S.T Part8 （2015年6月16日）                  | Love Song                                      | with パク・ヘス                               | [ 78 ] |
| MBC 《夜を歩く士《ゾンビ》》O.S.T Part3 （2015年9月22日）                    | 또 사랑하고 만다(また愛してしまう)             |                                               | [ 79 ] |
| KBS 《サム、マイウェイ〜恋の一発逆転！〜》O.S.T Part.4 （2017年6月12日）     | 알듯 말듯해(Ambiguous)(わかるようでわからない) | with ウングァン、ヒョンシク(BTOB)             | [ 80 ] |
| 映画《オオカミの誘惑》テーマソング （2018年9月6日）                          | 告白                                           |                                               |        |
| JTBC 《サンガプ屋台O.S.T Part2》 （2020年6月4日）                            | 사랑은 추억을 닮아서(愛は思い出に似て)         |                                               | [ 81 ] |

### その他
- 2014年8月19日「Stress Come om!」
- 2015年1月16日「Ojingeo Doenjang(イカ味噌)」
- プロジェクトグループ「Big Byung」(メンバー:VIXXエン、GOT7ジャクソン、BTOBソンジェ、VIXXヒョギ)[82]

## 作詞作曲
| アーティスト名   | アルバム名               | 曲名                                    |
| ---------------- | ------------------------ | --------------------------------------- |
| BTOB             | 「NEW MAN」              | 作詞 - 예지앞사 (Melody Song)           |
| BTOB             | 「Piece of BTOB Vol.6 」 | 作詞・作曲 - Paradise                   |
| ユク・ソンジェ   | 「3X2=6 Part1」          | 作詞・作曲 - 뭍（Yook,陸）              |
| ユク・ソンジェ   | 「3X2=6 Part3」          | 作詞・作曲 - Hypnotized (With プニエル) |
| ソンジェ＆ジョイ | 「어린애(愛)」           | 作詞 - 어린애(愛)                       |

## 出演
BTOBでの出演の掲載についてはBTOB＃出演を参照。

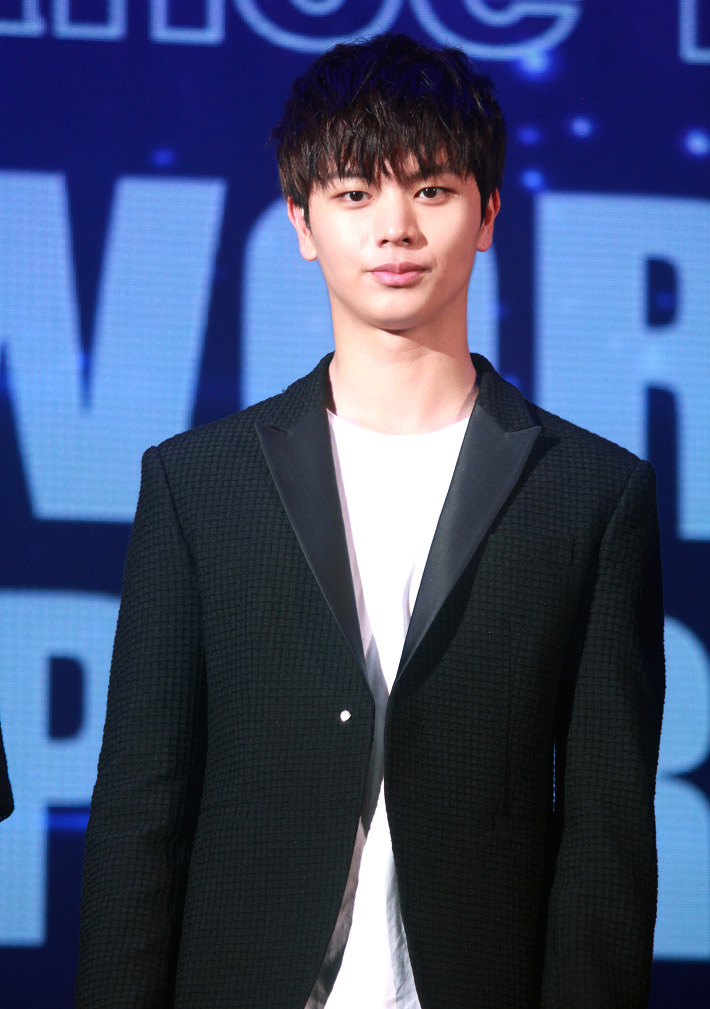

### ドラマ
| 年度 | 放送局   | タイトル                               | 役名                                                  | 参考   |
| ---- | -------- | -------------------------------------- | ----------------------------------------------------- | ------ |
| 2013 | tvN      | モンスター〜私だけのラブスター〜       | アーノルド （アイドルグループMAN IN BLACKのメンバー） | [ 83 ] |
| 2013 | tvN      | 応答せよ1994                           | Suksuk                                                | [ 84 ] |
| 2013 | SBS      | 相続者たち                             | 本人役（カメオ出演）                                  | [ 19 ] |
| 2014 | tvN      | ナイン・ジンクス・ボーイズ〜九厄少年〜 | カン・ミング                                          | [ 85 ] |
| 2015 | KBS2     | 恋するジェネレーション                 | コン・テグァン                                        | [ 86 ] |
| 2015 | SBS      | アチアラの秘密                         | パク・ウジェ                                          | [ 87 ] |
| 2017 | tvN      | トッケビ〜君がくれた愛しい日々〜       | ユ・ドクファ                                          | [ 88 ] |
| 2017 | On Style | Love is...                             | 本人役                                                | [ 89 ] |
| 2018 | MBC      | チャングムの末裔                       | 本人役（カメオ出演）                                  | [ 90 ] |
| 2020 | JTBC     | サンガプ屋台                           | ハン・ガンベ                                          | [ 91 ] |
| 2022 | MBC      | ゴールデンスプーン                     | イ・スンチョン                                        | [ 92 ] |
| 2025 | SBS      | 鬼宮                                   | ユン・ガプ                                            | [ 93 ] |

### バラエティ&MC
| 年度 | 放送局                             | タイトル                                       | 役割                   | 備考 | 参照            |
| ---- | ---------------------------------- | ---------------------------------------------- | ---------------------- | --- | --------------- |
| 2012 | SBS MTV                            | The Show：All New K-POP                        | MC                     | with ミンヒョク(BTOB) 一日MC                                                                                              | [ 15 ]          |
| 2013 | MBC MUSIC                          | SHOW CHAMPION                                  | MC                     | with イルフン(BTOB)、チョン・ジユン(4Minute) 一日MC                                                                       | [ 94 ]          |
| 2013 | SBS                                | 挑戦1000曲                                     | ゲスト                 | |                 |
| 2014 | Mnet                               | ムン・ヒジュンの純粋な15＋                     |                        | |                 |
| 2014 | MBC every1                         | 週刊アイドル                                   | ゲスト                 | | [ 95 ] [ 96 ]   |
| 2014 | tvN                                | 私だけのゴールドクラス                         | ゲスト                 | | [ 97 ]          |
| 2014 | Mnet                               | 音談背説                                       | ゲスト                 | with ウングァン(BTOB) | [ 98 ]          |
| 2014 | Mnet                               | ワイド芸能ニュース                             | 「カスタムニュース」MC | | [ 99 ]          |
| 2014 | SBS                                | 驚きの大会スターキング                         | ゲスト                 | | [ 100 ]         |
| 2014 | KBS 2TV                            | A Song For You 3                               | MC                     | with カン・イン(SUPER JUNIOR)、アンバー(f(x))                                                                             | [ 101 ]         |
| 2014 | MBC                                | ヒット製造機                                   | メインキャスト         | チョン・ヒョンドン、エン(VIXX)、ヒョギ(VIXX)、ジャクソン(GOT7)                                                            | [ 102 ]         |
| 2014 | MBC                                | チンチャサナイ                                 | メインキャスト         | エピソード77 - 88 | [ 103 ]         |
| 2014 | SBS                                | 人気歌謡                                       | MC                     | with ミンヒョク(BTOB) 一日MC                                                                                              | [ 104 ]         |
| 2015 | MBC                                | ショー！音楽中心                               | MC                     | withキム・ソヒョン、ミンホ(SHINee) スペシャルMC                                                                           | [ 105 ]         |
| 2015 | KBS 2TV                            | ハッピートゥゲザー3                            | ゲスト                 | | [ 106 ]         |
| 2015 | JTBC                               | 私一人で恋愛中                                 | ゲスト                 | カメオ出演 | [ 107 ]         |
| 2015 | MBC                                | ヒット製造機2                                  | メインキャスト         | | [ 108 ]         |
| 2015 | MBC                                | 私は一人で暮らす                               | メインキャスト         | | [ 108 ]         |
| 2015 | KBS                                | 透明人間                                       | メインキャスト         | カン・ホドン、M.I.B Kang Nam 等                                                                                           | [ 109 ]         |
| 2015 | MBC                                | 覆面歌王                                       | ゲスト                 | 疲れたマルハナバチ（エピソード5–6）、LPボーイ（スペシャルライブ2015）                                                     | [ 110 ] [ 111 ] |
| 2015 | MBC                                | ラジオスター                                   | ゲスト                 | | [ 112 ]         |
| 2015 | MBC                                | 私たち結婚しました4                            | メインキャスト         | with ジョイ(Red Velvet) エピソード276 - 320                                                                               | [ 113 ]         |
| 2015 | MBC                                | セクションTV芸能通信                           | ゲスト                 | エピソード787 | [ 114 ]         |
| 2015 | SBS                                | 人気歌謡                                       | MC                     | with キム・ユジョン、ジャクソン(GOT7) レギュラーMC（2016年5月29日まで）                                                   | [ 115 ] [ 116 ] |
| 2016 | MBC                                | 能力者                                         | ゲスト                 | |                 |
| 2016 | MBC                                | 覆面歌王                                       | パネラー               | | [ 117 ]         |
| 2016 | KBS 2TV                            | ハッピートゥゲザー                             | ゲスト                 | | [ 118 ]         |
| 2016 | MBC                                | デュエット歌謡祭                               | ゲスト                 | エピソード5 | [ 119 ]         |
| 2016 | KBS                                | バトルトリップ                                 | ゲスト                 | with ウングァン、ヒョンシク(BTOB) エピソード16、台湾編                                                                    | [ 120 ]         |
| 2016 | MBC                                | アイドル料理王                                 | ゲスト                 | with ウングァン(BTOB) | [ 121 ]         |
| 2016 | MBC                                | ラジオスター                                   | MC                     | スペシャルMC | [ 122 ]         |
| 2016 | MBC                                | 未来日記                                       | ゲスト                 | with チャンソプ(BTOB) | [ 123 ]         |
| 2017 | KBS                                | 芸能街中継                                     | ゲスト                 | | [ 124 ]         |
| 2017 | SBS                                | 拳を握って汽笛                                 | キャスト               | | [ 125 ]         |
| 2017 | SBS                                | 本格芸能真夜中                                 | ゲスト                 | |                 |
| 2017 | SBS                                | ファンタスティックデュオ                       | ゲスト                 | シーズン2：スターウォーズスペシャル エピソード19-20                                                                       | [ 126 ]         |
| 2017 | MBig TV                            | イケメンブロマンス                             | キャスト               | with ヨンミン(BOYFRIEND)、グァンミン(BOYFRIEND)                                                                           | [ 127 ]         |
| 2017 | SBS                                | ジャングルの法則                               | メインキャスト         | with プニエル エピソード256–261、インドネシア・スマトラ島編                                                               | [ 128 ] [ 129 ] |
| 2017 | SBS                                | ペク・ジョンウォンの3大天王                    | ゲスト                 | with プニエル | [ 130 ]         |
| 2017 | Mnet                               | M COUNTDOWN                                    | MC                     | with キー(SHINee) スペシャルMC                                                                                            | [ 131 ]         |
| 2017 | JTBC                               | 一食ください                                   | ゲスト                 | | [ 132 ]         |
| 2017 | MBC                                | 秘密のバラエティ研修院                         | キャスト               | | [ 133 ]         |
| 2017 | KBS 2TV                            | 不朽の名曲                                     | ゲスト                 | with BTOB-BLUE | [ 134 ]         |
| 2017 | SBS                                | 人気歌謡                                       | MC                     | withウングァン(BTOB) | [ 135 ]         |
| 2017 | SBS                                | イ・スンギのチプサブイルチェ〜師匠に弟子入り〜 | メインキャスト         | with イ・スンギ、イ・サンユン、ヤン・セヒョン 2017年12月31日 - 2020年3月15日                                              | [ 136 ] [ 137 ] |
| 2018 | JTBC                               | シュガーマン2                                  | ゲスト                 | with BTOB-BLUE | [ 138 ]         |
| 2018 | KBS2                               | ハッピートゥゲザー4                            | MC                     | スペシャルMC |                 |
| 2018 | SBS                                | 本格芸能真夜中                                 | ゲスト                 | |                 |
| 2018 | 1theK                              | 孤独な徳敬                                     | ゲスト                 | |                 |
| 2019 | JTBC                               | アイドルルーム                                 | ゲスト                 | with ヨンミン(BOYFRIEND)、グァンミン(BOYFRIEND)、ミヌ(BOYFRIEND)、リッキー(TEEN TOP)、ペクギョンド                        | [ 139 ]         |
| 2019 | Netflix                            | 犯人はお前だ！シーズン2                        | ゲスト                 | エピソード3 |                 |
| 2019 | Cube TV K Ster OllehTV モバイルdTV | 愉快なクオズ-95s-                              | メインキャスト         | ウェブバラエティー番組 with ヨンミン(BOYFRIEND)、グァンミン(BOYFRIEND)、ミヌ(BOYFRIEND)、リッキー(TEEN TOP)、ペクギョンド | [ 140 ]         |
| 2020 | Cube TV K Ster OllehTV モバイルdTV | 愉快なクオズ-95s- in チェジュ                  | メインキャスト         | ウェブバラエティー番組 with ヨンミン(BOYFRIEND)、グァンミン(BOYFRIEND)、ミヌ(BOYFRIEND)、リッキー(TEEN TOP)、ペクギョンド | [ 141 ]         |
| 2020 | SBS                                | みにくい我が子                                 | 特別ゲスト             | エピソード180 | [ 142 ]         |
| 2020 | MBC                                | 全知的おせっかい視点                           | ゲスト                 | withウングァン、ヒョンシク(BTOB) エピソード105                                                                            | [ 143 ]         |
| 2021 | MBC                                | 第66回顕忠日追悼式                             | MC（司会）             | with チョン・ドンミ少佐 兵役中                                                                                            | [ 144 ]         |
| 2021 | Mnet                               | KINGDOM:LEGENDARY WAR                          | ゲスト                 | 手紙のみの出演（メンバーへ） 兵役中                                                                                       | [ 145 ]         |
| 2021 | SBS                                | イ・スンギのチプサブイルチェ～師匠に弟子入り～ | スペシャルゲスト       | エピソード200 除隊後初のバラエティ出演                                                                                    | [ 146 ] [ 147 ] |
| 2022 | MBC                                | 全知的おせっかい視点                           | ゲスト                 | エピソード189 | [ 148 ]         |
| 2023 | SBS                                | 人気歌謡                                       | MC                     | スペシャルMC | [ 149 ]         |
| 2024 | tvN                                | 素晴らしい土曜日                               |                        | |                 |
| 2024 | YouTube                            | 妖精ジェヒョン 妖精食卓                        | ゲスト                 | | [ 150 ]         |
| 2024 | KBS 2TV                            | シンクロユー                                   | MC                     | 2週連続 | [ 151 ]         |
| 2024 | Netflix                            | ゾンビバース：ニュー・ブラッド                 | メインキャスト         | | [ 152 ]         |

### 広告
| 年度       | ブランド                         | 備考                                                    | 参考            |
| ---------- | -------------------------------- | ------------------------------------------------------- | --------------- |
| 2014       | EXR                              | with BTOB                                               |                 |
| 2014       | シュマコ                         | with BTOB                                               |                 |
| 2015       | PIZZA Heaven                     | with BTOB                                               |                 |
| 2015       | HAZZYS                           |                                                         |                 |
| 2015       | TOMMY HILFIGER                   | with ミンヒョク、イルフン(BTOB)                         |                 |
| 2015       | キャッシュスライド               |                                                         | [ 153 ]         |
| 2015       | エリート学生服                   | with BTOB、キム・ソヒョン                               | [ 154 ] [ 155 ] |
| 2015       | BLACK YAK                        | with チョ・インソン                                     | [ 156 ]         |
| 2015       | LGファッションヘッジアクセサリー | with キム・ソヒョン                                     |                 |
| 2015       | LG U＋ローミング                 | with BTOB                                               | [ 157 ]         |
| 2015       | Gマーケット                      |                                                         | [ 158 ] [ 159 ] |
| 2015〜2018 | エムケイトレンドTBJ              | with BTOB                                               |                 |
| 2016       | ZUSSIX                           |                                                         | [ 160 ]         |
| 2016       | AKIII CLASSIC                    | withソン・ヘナ                                          | [ 161 ]         |
| 2016       | ディルライブケーブルテレビ       | with ヒョナ、チョ・ボア、キム・ユジョン                 |                 |
| 2016       | アモーレパシフィック             | with パク・シネ                                         | [ 162 ]         |
| 2017       | スプライト                       | with ユン・ミレ                                         | [ 163 ]         |
| 2017       | ティモンツアー                   | with ユ・ソンホ                                         | [ 164 ]         |
| 2017       | THERMOSKOREA                     |                                                         | [ 165 ]         |
| 2017       | オーバーウォッチゲーム           |                                                         | [ 166 ]         |
| 2018       | ブルーマウンテンシューズ         | with カン・ヘリム                                       | [ 167 ]         |
| 2018       | TONYMOLY                         | with BTOB                                               | [ 168 ]         |
| 2018       | Fitz SUPER CLEAR                 | with ジョイ(Red Velvet)                                 | [ 169 ]         |
| 2019       | ヤノルジャ                       |                                                         | [ 170 ]         |
| 2019       | ドゥンジ冷麺                     |                                                         | [ 171 ]         |
| 2019       | ZANCA                            |                                                         | [ 172 ]         |
| 2019       | SPAOマレーシア                   | with イム・ヒョンシク、プニエル、チョン・イルフン(BTOB) | [ 173 ]         |
| 2019～現在 | SOMEBYMI                         |                                                         | [ 174 ] [ 175 ] |
| 2020       | SPAO×韓国国防省                  |                                                         | [ 176 ]         |
| 2022       | KRX 韓国取引所                   |                                                         | [ 177 ]         |
| 2023       | CELLUVER                         |                                                         | [ 178 ]         |

### ラジオ
| 年度       | 放送局         | ラジオ名                       | with                                     |
| ---------- | -------------- | ------------------------------ | ---------------------------------------- |
| 2012       | MBC標準FM      | シムシムタバ                   | ウングァン(BTOB)                         |
| 2012       | SBSパワーFM    | パンパントゥデイ               | プニエル(BTOB)                           |
| 2013       | MBC標準FM      | シムシムタバ                   | ウングァン(BTOB)                         |
| 2013       | MBC標準FM      | シムシムタバ                   |                                          |
| 2013       | KBSクールFM    | Super JuniorのKiss The Radio   | ウングァン、ミンヒョク、ヒョンシク(BTOB) |
| 2014       | KBS 2FM        | 歌謡広場                       | ウングァン、チャンソプ、ヒョンシク(BTOB) |
| 2015       | SBSパワーFM    | 2時脱出Cultwo Show             |                                          |
| 2018       | MBC標準FM      | アイドルラジオ                 |                                          |
| 2019       | MBC標準FM      | アイドルラジオ                 |                                          |
| NAVER NOW. | 聞きたいです   |                                |                                          |
| MBC標準FM  | アイドルラジオ | ヒョンシク、プニエル(BTOB)     |                                          |
| 2020       | 防衛FM         | イ・ミヨプのララジオ           |                                          |
| 2022       | KBSクールFM    | BTOBのKiss The Radio           | ミンヒョク、ヒョンシク、プニエル(BTOB)   |
| 2022       | KBS 2FM        | チョン・ウンジの歌謡広場       | ミンヒョク、ヒョンシク(BTOB)             |
| 2022       | KBS 2FM        | ディンディンのミュージックハイ | ウングァン、プニエル(BTOB)               |
| 2022       | MBC FM4U       | 正午の希望曲                   | イ・ジョンウォン、ヨヌ                   |
| 2022       | MBC標準FM      | ちょっと待って                 | イ・ジョンウォン、ヨヌ                   |
| 2022       | KBS 2FM        | BTOBのKiss The Radio           |                                          |

### MV
| 公開日 | アーティスト名 | 曲名     |  |
| ------ | -------------- | -------- |  |
| 2015年 | NC.A           | 통금시간 |  |

## 広報大使
- 2016年 世宗学堂広報大使[179]
- 2018年 江原道観光広報大使[180]

## イベント
BTOBでのイベントの掲載についてはBTOB＃イベントを参照。

### 単独ファンミーティング
| 年度 | 公演名                                                 | 開催日  | 開催国     |
| ---- | ------------------------------------------------------ | ------- | ---------- |
| 2018 | 2018 Yook Sungjae Fan Meeting “Paradise” in 台湾       | 2月11日 | 台湾       |
| 2018 | 2018 Yook Sungjae Fan Meeting “Paradise” in 香港       | 5月19日 | 香港       |
| 2018 | 2018 Yook Sungjae Fan Meeting “Paradise” in フィリピン | 7月13日 | フィリピン |
| 2024 | 2024 YOOK SUNG JAE 個人展 : Look Closely (1995作)      | 5月18日 | 韓国       |
| 2024 | 2024 YOOK SUNG JAE 個人展 : Look Closely (1995作)      | 5月19日 | 韓国       |
| 2024 | 2024 YOOK SUNG JAE 個人展 : Look Closely (1995作)      | 6月1日  | 台湾       |
| 2024 | 2024 YOOK SUNG JAE 個人展 : Look Closely (1995作)      | 6月14日 | 日本・東京 |
| 2024 | 2024 YOOK SUNG JAE 個人展 : Look Closely (1995作)      | 6月22日 | タイ       |
| 2024 | 2024 YOOK SUNG JAE 個人展 : Look Closely (1995作)      | 6月28日 | 日本・大阪 |

### イベント
| 年度 | イベント名                                                          | 開催日   | 開催場所                                             | 参考            |
| ---- | ------------------------------------------------------------------- | -------- | ---------------------------------------------------- | --------------- |
| 2014 | 「InStyle」創刊11周年ファッションショー                             | 3月12日  | ソウル狎鴎亭ギャラリア百貨店                         | [ 181 ]         |
| 2014 | ソウルファッションウィーク 2014 F/W                                 | 3月26日  | 東大門デザインプラザ                                 | [ 182 ]         |
| 2014 | ナイン・ジンクス・ボーイズ〜九厄少年〜制作発表会                    | 8月25日  | ソウル論硯洞インペリアルパレスホテル                 | [ 183 ] [ 184 ] |
| 2015 | SUPPERCOMMA B                                                       | 2月5日   | ソウル江南清潭洞                                     | [ 185 ]         |
| 2015 | ミュージカル「アガサ」 VIP試写会                                    | 3月12日  | ソウル鍾路区蓮建洞の弘益大学の大学路アートセンター   | [ 186 ]         |
| 2015 | 恋するジェネレーション制作発表会                                    | 4月22日  | ソウル永登浦タイムスクエアAMORISホール               | [ 187 ] [ 188 ] |
| 2015 | 「ジェントルモンスター」のフォトウォール                            | 7月7日   | ソウル狎鴎亭                                         | [ 189 ]         |
| 2015 | アチアラの秘密制作発表会                                            | 10月6日  | ソウル永登浦グランドコンベンションセンター           | [ 190 ] [ 191 ] |
| 2016 | 映画「チェイス－夜明けまで走れ－」のVIP試写会                       | 1月6日   | ソウル三成洞COEXメガボックス                         | [ 192 ]         |
| 2016 | 第12回キャンパスアタック                                            | 3月10日  | ソウル西大門区大硯洞梨花女子大学学生文化館           | [ 193 ] [ 194 ] |
| 2016 | 2016 F/W HERA ソウルファッションウィーク                            | 3月23日  | ソウル中区乙支路東大門デザインプラザ                 | [ 195 ]         |
| 2016 | 2017 S/ S HERA ソウルファッションウィーク                           | 10月22日 | ソウル中区乙支路東大門デザインプラザ                 | [ 196 ]         |
| 2016 | 「KENZO×H＆M」コラボレーションのローンチイベント                    | 11月1日  | ソウル清潭洞プロジェクト910                          | [ 197 ]         |
| 2016 | トッケビ～君がくれた愛しい日々～制作発表会                          | 11月22日 | ソウル・PATIO9                                       | [ 198 ]         |
| 2017 | 「ティファニー」ハードウェアコレクションローンチイベント            | 3月30日  | ソウル江南区新沙洞ホリムアートセンター               | [ 199 ]         |
| 2017 | 「サーモスデー」イベント（野球始球式）                              | 6月2日   | 高尺スカイドーム                                     | [ 200 ]         |
| 2017 | WATER BOMB 2017 refreshed by Sprite                                 | 7月29日  | ソウル松坡区蚕室総合運動場                           | [ 201 ]         |
| 2017 | 「2017 KOREA MUSIC FESTIVAL」MC                                     | 10月1日  | 高尺スカイドーム                                     | [ 202 ]         |
| 2018 | チプサブイルチェ記者懇談会                                          | 1月5日   | ソウル木洞                                           | [ 203 ]         |
| 2018 | HI STAR                                                             | 2月7日   | ソウル狎鴎亭カロスキルGolden Gooseポップアップストア | [ 204 ]         |
| 2018 | 「トッケビ〜君がくれた愛しい日々〜」DVDイベント                     | 7月15日  | TSUTAYA                                              | [ 205 ] [ 206 ] |
| 2018 | 「COACH」秋コレクションオープンパーティー                           | 10月18日 | ソウル蚕室ロッテシグニエルソウルグランドボールルーム | [ 207 ]         |
| 2019 | 「Neil Barrett」オープン記念イベント                                | 4月26日  | ソウルロッテデパート本店                             | [ 208 ]         |
| 2019 | 可愛らしい95's制作発表会                                            | 7月12日  | ソウル・ガーデンホテル                               | [ 209 ]         |
| 2022 | ゴールデンスプーン制作発表会                                        | 9月23日  | ソウル上岩                                           | [ 210 ] [ 211 ] |
| 2022 | 「fusalp」誕生70周年記念展示会                                      | 11月15日 | ソウル江南区Assouline                                | [ 212 ] [ 213 ] |
| 2023 | 「Samsung Galaxy」ポップアップイベント                              | 2月4日   |                                                      |                 |
| 2023 | 「LANCOME」新製品ローンチイベント                                   | 3月2日   | ソウルロッテワールドモール                           | [ 214 ]         |
| 2023 | 「Tiffany＆Co.」ポップアップオープンイベント                        | 3月３日  | 新世界百貨店セントムシティ店                         | [ 215 ]         |
| 2023 | イ・スンギ＆イ・ダイン夫妻の結婚式                                  | 4月7日   | グランド・インターコンチネンタルソウルパルナスホテル | [ 216 ]         |
| 2023 | FERRAGAMOポップストアイベント                                       | 6月13日  | ソウル聖水洞カフェOUDE                               | [ 217 ]         |
| 2023 | 2023 DREAM CONCERT in JAPAN MC                                      | 6月18日  | さいたまスーパーアリーナ                             | [ 218 ]         |
| 2023 | FERRAGAMO 2024春夏コレクションのフォトコールイベント                | 9月23日  | ソウル清潭洞FERRAGAMO                                | [ 219 ]         |
| 2023 | スキンケアブランド「雪花秀（ソルファス）」のイベント                | 10月20日 | ソウル蚕室ロッテ百貨店のブランド館「AVENUEL」        | [ 220 ]         |
| 2024 | Netflixバラエティ番組「ゾンビバース：ニュー・ブラッド」の制作発表会 | 11月14日 | ソウル龍山区CGV                                      | [ 221 ]         |
| 2025 | INGALIVE “UNI-CON” in TOKYO DOME powered by SBS INKIGAYO MC         | 4月12日  | 東京ドーム                                           | [ 222 ]         |
| 2025 | INGALIVE “UNI-CON” in TOKYO DOME powered by SBS INKIGAYO MC         | 4月13日  | 東京ドーム                                           |                 |

## 雑誌
BTOBでの雑誌の掲載についてはBTOB＃雑誌を参照
| 年度 | 雑誌名       | 月号   | 参加                                                  | 参考    |
| ---- | ------------ | ------ | ----------------------------------------------------- | ------- |
| 2014 | ARENA HOMME+ | 2月号  |                                                       | [ 223 ] |
| 2015 | HIGH CUT     | 146号  | with ミンヒョク(BTOB)、イルフン(BTOB)、ク・ハラ(KARA) | [ 224 ] |
| 2017 | GQ           | 3月号  |                                                       | [ 225 ] |
| 2017 | 韓国ぴあ     | 5月号  | [ 226 ]                                               |         |
| 2017 | ELLE         | 6月号  |                                                       | [ 227 ] |
| 2017 | NYLON KOREA  | 10月号 |                                                       | [ 228 ] |
| 2018 | 韓国ぴあ     | 2月号  |                                                       | [ 229 ] |
| 2018 | InStyle      | 2月号  | [ 230 ]                                               |         |
| 2018 | GRAZIA       | 4月号  | [ 231 ]                                               |         |
| 2018 | Singles      | 6月号  | [ 232 ]                                               |         |
| 2019 | 1st Look     | 178号  |                                                       | [ 233 ] |
| 2020 | Singles      | 1月号  | [ 234 ]                                               |         |
| 2022 | Singles      | 10月号 | with イ・ジョンウォン                                 | [ 235 ] |
| 2022 | ARENA HOMME+ | 11月号 |                                                       | [ 236 ] |
| 2023 | GQ KOREA     | 4月号  |                                                       | [ 237 ] |

## 賞とノミネート

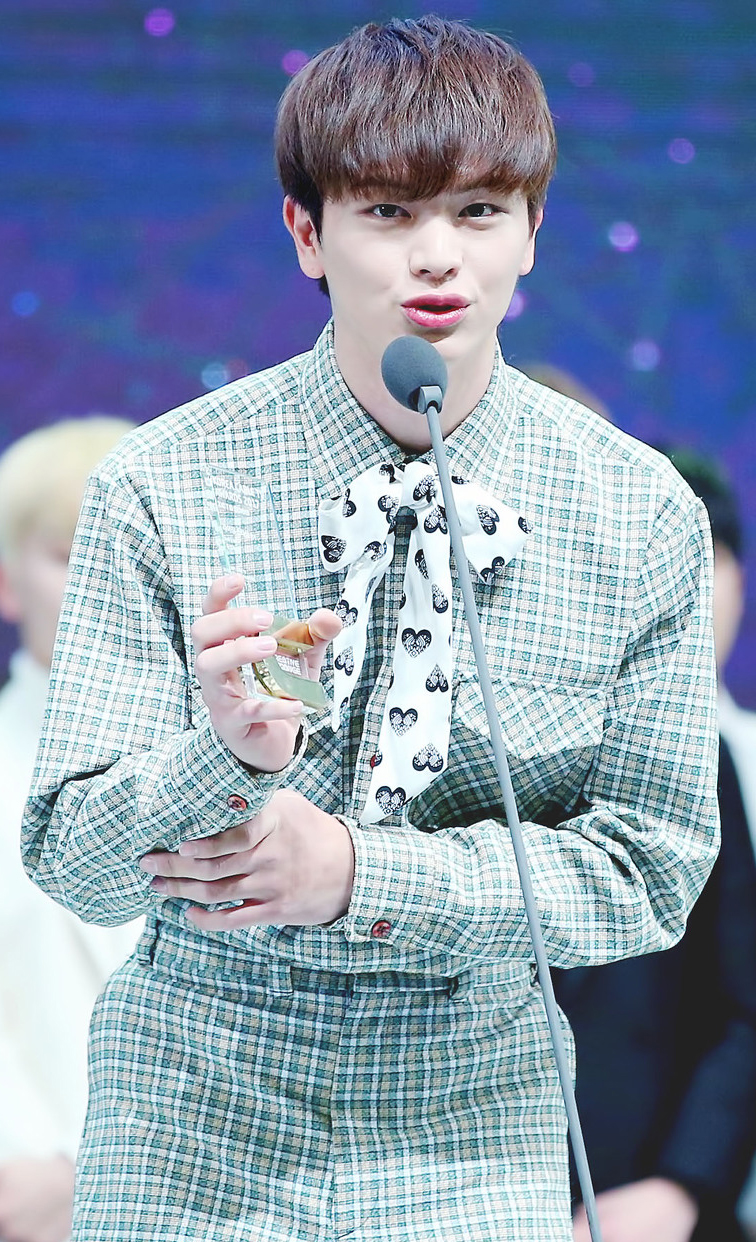
2017年 ケーブルテレビドラマアワード

### 受賞
- 2015年12月29日「2015 MBC放送芸能大賞 ベストカップル賞」(With Red Velvetジョイ「私たち結婚しました4」)[238]
- 2015年12月29日「2015 MBC放送芸能大賞 バラエティー部門男性新人賞」( 「覆面歌王」「 私たち結婚しました4 」等)[239]
- 2015年12月31日「2015 SBS演技大賞 ニュースター賞」(「アチアラの秘密」)[240]
- 2015年12月31日「2015 KBS演技大賞 ベストカップル賞」(Withキム・ソヒョン 「恋するジェネレーション」)[240]
- 2016年 「2015年10asia放送大賞 ランニングマン賞」（「恋するジェネレーション」「アチアラの秘密」）[241]
- 2017年3月10日「2017 ケーブル放送大賞 ライジングスター賞」(「寂びしく燦爛な神〜鬼<トッケビ>〜」)[242]
- 2017年10月2日「2017 KOREA DRAMA AWADS 男性新人賞」(「寂びしく燦爛な神〜鬼<トッケビ>〜」)[243]
- 2017年10月2日「2017 KOREA DRAMA AWADS 今年のスター賞」(「寂びしく燦爛な神〜鬼<トッケビ>〜」)[244][245]
- 2017年11月6日「韓国ファーストブランド大賞 演技ドル賞」
- 2017年12月20日「韓国ブランド大賞 モデル部門大賞」
- 2017年12月31日「2017 KBS演技大賞 ドラマOST賞」(Withウングァン、ヒョンシク(BTOB)「サム、マイウェイ〜恋の一発逆転！〜／알듯 말듯해(分かるようで分からない)」)[80]
- 2018年7月26日「第10回MTN放送広告フェスティバル CF男性スター賞」[246]
- 2018年12月28日「2018 SBS芸能大賞 バラエティ部門優秀賞」(「 イ・スンギのチプサブイルチェ〜師匠に弟子入り〜 」)[247]
- 2019年12月28日「2019 SBS芸能大賞 SNSスター賞」(「イ・スンギのチプサブイルチェ〜師匠に弟子入り〜」)[248]
- 2019年12月28日「2019 SBS芸能大賞 ベストチームワーク賞」(「イ・スンギのチプサブイルチェ〜師匠に弟子入り〜」）
- 2022年12月30日「2022 MBC演技大賞 ミニシリーズ部門最優秀演技賞」（『ゴールデンスプーン』）[249]

### ノミネート
- 2015年 「第8回コリアドラマアワード 新人俳優賞」(「恋するジェネレーション」）[250]
- 2015年 「第4回APANスターアワード 新人俳優賞」（「恋するジェネレーション」）
- 2015年12月31日 「2015 KBS演技大賞 新人俳優賞」（「恋するジェネレーション」）[251]
- 2016年 「第52回 百想芸術大賞 新人俳優賞」（「恋するジェネレーション」）
- 2017年「第53回 百想芸術大賞 男性人気賞」（「トッケビ〜君がくれた愛しい日々〜」）[252]
- 2018年「第13回Soompiアワード 最優秀アイドル俳優賞」（「トッケビ〜君がくれた愛しい日々〜」）
- 2022年12月30日「2022 MBC演技大賞 ベストカップル賞」（withチョン・チェヨン『ゴールデンスプーン』）